# Locomotion
Locomotion fue un canal de televisión por suscripción que emitía diversos géneros de animación para adultos las 24 horas del día.
Su sede administrativa y su centro de emisiones se encontraban en Miami (Estados Unidos). Desde mediados de 2003, el centro de emisiones fue trasladado a Buenos Aires (Argentina).
Lo más destacado de su programación fue la inclusión masiva de anime sin censura, muchos de los cuales se emitieron por primera vez en idioma original con subtítulos en Latinoamérica y España. El canal se convirtió en un espacio para la contracultura y el público adulto joven alternativo de la época.

## Historia

### Inicios (1996-1999)
Locomotion inició sus transmisiones el 4 de noviembre de 1996. Fue creado por The Hearst Corporation y Cisneros Television Group —compañía que en el año 2000 se transformó en Claxson Interactive Group (conocida simplemente como Claxson)—, bajo la dirección de Gustavo Basalo, gerente general del canal. Fue lanzado para América Latina y el Caribe a través del servicio de televisión por satélite DirecTV, con el cual tuvo un contrato de exclusividad por un año, tiempo que sirvió para posicionar el canal.
El canal emitía 24 horas de series animadas pertenecientes a la biblioteca de Hearst Entertainment.

Hay algunas diferencias claras entre Locomotion y otros canales de dibujos animados. En primer lugar, no es un canal infantil, sino un canal de animación, en segundo lugar, a diferencia de otros canales, éste se creó específicamente para el mercado latinoamericano. Nuestra intención es proporcionar una variedad de animaciones que atraigan a todas las edades. Está claro para nosotros que hay un apetito por este tipo de programación, no sólo para niños, sino también para adolescentes y adultos.
Entrevista de Animation World Network realizada a Stan Sagner, director de desarrollo de servicios de programas para Hearst Entertainment & Syndication, 1996.

El 15 de septiembre de 1997, luego de alcanzar un significativo éxito en América Latina, se lanzó Locomotion en la península ibérica, disponible en la oferta de Vía Digital para España y Cabovisão para Portugal.
Después de casi un año de adquisiciones de contenido animado de distintas partes del mundo, la programación fue reestructurada, segmentándose según franjas horarias y grupos etarios. Bajo el eslogan «La animación ya no es solo cosa de niños», por las mañanas se emitían contenidos aptos para todo público; por las tardes, series de acción dirigidas a un público juvenil; y en las noches, el segmento estelar se destinaba al público adulto, incluyendo advertencias sobre clasificación por edad y tipo de contenido.
El 1 de noviembre de ese mismo año, coincidiendo con el fin del contrato de exclusividad con DirecTV, el canal comenzó a distribuirse también por cable.  Sin embargo, ante la competencia de otros canales que transmitían animación, y debido a la escasa oferta de señales orientadas al público adulto, los directivos del canal decidieron adoptar una estrategia más agresiva en su programación, enfocándose exclusivamente en los adultos.

### Relanzamiento (1999)
En enero de 1999, se contrató a un nuevo equipo de mercadotecnia y animación, cuyos miembros provenían de otros canales. Así fue como llegaron personas como Andrea Feuermann, en el cargo de directora de mercadotecnia (proveniente de Cartoon Network); Walter Zamora, como jefe de producción (proveniente de MTV); Javiera Balmaceda, como directora de programación; y Rodrigo Piza, como gerente general (proveniente de Nelvana).
Este grupo comenzó a rediseñar el canal, modificando su imagen y programación con el objetivo de convertirlo en una marca competitiva. La intención del equipo, liderado por Rodrigo Piza, era posicionar la señal como pionera en la transmisión de contenidos animados para adultos y luego expandir ese enfoque al resto del mundo.
Esta nueva etapa fue lanzada el 1 de noviembre de 1999, con una nueva estética que se destacaba por un concepto poco convencional para televisión, según contaba Feuermann:

Tiene que ver con la web, con los códigos digitales, dirigidos a gente de entre 18 y 35 años. Queremos apoyarnos en la cultura electrónica, desde la musicalización hasta el uso de colores y un tono general que refleje la sátira y la ironía. El concepto de Locomotion es animación para adultos y jóvenes. Animación como término genérico y no como cartoon.
Entrevista de Página/12 realizada a Andrea Feuerman, directora de marketing de Locomotion, junio de 2000.

### Desarrollo (2000-2004)
El canal procuraba transmitir contenido exclusivo que no fuera mass market, es decir, series poco conocidas y difíciles de emitir por otros canales, como el caso de los OVA (producciones de anime exclusivas para su venta y consumo en vídeo), con formatos de miniseries de distinta cantidad de episodios y duración. A esto se sumaban todo tipo de producciones animadas para adultos, con el compromiso declarado de "anticensura"; aunque entre 1999 y mediados de 2000, las escenas de desnudos eran cubiertas con barras negras, ya que el contenido debía adecuarse a ciertas leyes y regulaciones en países como Perú, México y Venezuela.
La difusión de nuevos talentos fue una de las propuestas principales. Artistas de dibujo, animación y música alternativa, entre otros rubros, tenían espacio en la programación y en secciones especiales del sitio web del canal.
A finales del año 2000, comenzó la emisión de anime con subtítulos, siendo el primer canal en ofrecer anime en idioma original. No obstante, este formato presentó varios inconvenientes iniciales, principalmente debido a los ajustes técnicos que los diferentes cableoperadores debían realizar.
En junio de 2001, salieron del aire los bloques Retromotion y 80's TV, en los que se transmitían series retro y de los años 1980, respectivamente (las cuales componían la mayor parte de la grilla de programación en los primeros años), tras haber alcanzado el canal una penetración considerable y ser ubicado entre las señales orientadas al público adulto.
El 5 de julio de 2001 se llevó a cabo el proyecto denominado «01 CeroUno», que consistió en una campaña mediática basada en la premisa de que una organización llamada Doma interferiría la señal del canal mediante un satélite clandestino, emitiendo una animación hipnótica experimental, frustrando así el estreno de un episodio de South Park. Integrantes del colectivo Doma también colaboraron en el rediseño visual del canal, cuya nueva imagen fue lanzada el 4 de noviembre de 2001. Esta renovada estética mostraba una ciudad al estilo de un videojuego de construcción, repleta de rutinas con humor negro y sátiras a los clichés de la cultura oriental, inspirada en los elementos culturales que marcaron la etapa formativa de la audiencia del canal.
El 17 de mayo de 2002, Claxson vendió su 50% del canal a Corus Entertainment (empresa matriz de Nelvana) con el fin de concentrar sus inversiones en los canales que le pertenecían por completo. No obstante, Claxson conservó provisionalmente su apoyo en las áreas de distribución, operación técnica, emisión de programación y servicios de posproducción.
En junio de 2002, se anunció que Locomotion comenzaría a ser representado en España y Portugal por Cosmopolitan TV. Con su red de contactos en los medios, Cosmopolitan TV asumió las ventas publicitarias y la gestión de las relaciones comerciales en la región ibérica. A través de este acuerdo, Locomotion buscaba ampliar su presencia en un entorno cada vez más competitivo dentro de la televisión por suscripción. La alianza contribuyó a mantener su posicionamiento dentro del nicho de animación para adultos en ambos países.
En febrero de 2003, debido a un recorte de costos provocado por la crisis económica regional, desapareció la señal Oeste de Locomotion. Esto llevó a un ajuste en la programación para toda la región, manteniéndose los horarios correspondientes a Argentina y sus alrededores.
El 1 de julio, a las 6:00 horas, Locomotion cesó sus emisiones en Iberia debido a la fusión de dos importantes empresas españolas de televisión por suscripción: Canal Satélite Digital y Vía Digital, que posteriormente formarían la plataforma Digital+.
A partir del 1 de agosto, el canal contrató a la empresa de distribución y comercialización Pramer (subsidiaria de Liberty Global) para encargarse de la distribución en la región, así como de la representación y operación técnica de la señal, siguiendo las directrices de la dirección general de las oficinas de Locomotion en Miami. Pramer inició de inmediato las tareas de ventas afiliadas y publicidad tras ser contratada.

### AnimeStation y cierre (2004-2005)
El 25 de abril de 2004, Locomotion presentó su último cambio de imagen, posicionándose como "el canal de anime" de la región bajo el sobrenombre y eslogan «AnimeStation». La nueva imagen fue diseñada por Steinbranding Design Studios en Buenos Aires, Argentina, mientras que la música y efectos fueron una composición original de David Navas, director de arte de Locomotion.
Durante ese año, surgió la propuesta de asociarse con Sony Pictures Entertainment para abrir un bloque Animax en el canal (un proyecto similar a Zona Animax, que se emitió por AXN en varios países de Europa y que a su vez fue el preludio para el lanzamiento de la marca como canal propio). Sin embargo, conforme avanzaron las negociaciones, Sony Pictures Entertainment decidió comprar el canal a The Hearst Corporation y Corus Entertainment.
El rumor de que Pramer fue propietario del canal en 2004 fue desmentido en 2015 tanto por Lolita, administradora de la comunidad del sitio web de Locomotion, a través de la página oficial en Facebook, como por Rodrigo Piza, mediante una entrevista.
Finalmente, con la compra del canal por parte de Sony Pictures Entertainment el 18 de enero de 2005, esta decidió lanzar la señal Animax para Latinoamérica, reemplazando así a Locomotion. Varios de los estrenos que estaban programados por Locomotion fueron emitidos por Animax a partir del 31 de julio.

## Señales
Locomotion se emitía para todos los países de Latinoamérica en una señal genérica que en enero de 1999 sería dividida en dos señales (Este y Oeste), siendo unificadas en una sola señal nuevamente, incluyendo la región hispanohablante de los Estados Unidos. También llegó a extenderse hasta Europa en una señal para España y Portugal.
- Señal Este: Señal para el Cono Sur, incluyendo Brasil, regida por el horario de Argentina.
- Señal Oeste: Señal para el resto de Latinoamérica, incluyendo la región hispanohablante de Estados Unidos, regida por el horario de México.
- Señal Iberia: Señal para España y Portugal. Fue cerrada el 1 de julio de 2003.
- Señal Genérica: Señal para todo Latinoamérica, dividida en las señales Este y Oeste en enero de 1999. Vuelve en febrero de 2003 unificando nuevamente dichas señales. Regida por el horario de Argentina.

## Identidad corporativa

### Loco
El isologo inicial del canal, llamado Loco, fue diseñado por Kirk Richard Smith. Era una figura con rostro rojo, en la que la palabra "loco" estaba integrada en la oreja, la nariz y los ojos, mientras que la palabra "motion" aparecía en la boca. Tenía un copete de seis picos y la oreja derecha estaba ligeramente más arriba que la izquierda. Loco podía adoptar variadas formas, encarnando diferentes personajes. En 1999, fue rediseñado como un imagotipo para la nueva imagen del canal, conservando únicamente la silueta del rostro en blanco para el nuevo logotipo.

### Mascota
En la década de 1990, el canal contó con una mascota que personificaba a Loco, desarrollada por Omar Quiroga. Este personaje era un conductor animado que aparecía durante los cortes comerciales, vistiendo un chaleco de fuerza y realizando monólogos y comentarios sobre el programa que se estaba transmitiendo.
La última referencia a Loco se dio cuando Animax reemplazó al canal. En un comercial, se mostraba a un agente especial que recibía una llamada de Loco, quien advertía que el F.A.A. (Frente Aliado del Anime) lo había amenazado con borrarlo del mapa si no desaparecía. Al final de la llamada, se escuchaba a Loco siendo golpeado y pidiendo ayuda.

### Variantes
- Una variante del primer isologo en color blanco y negro fue utilizada antes de noviembre de 1999.
- Con el rediseño de marca de noviembre de 1999, pasa a ser una imagotipo que utilizaba el nombre Locomotion con la fuente Futura Md BT en negrita e itálica al lado de una cabeza sin rostro color blanco con el contorno bien marcado en negro y encerrada en un círculo de color gris con contorno delgado o grueso en negro.
- Otra variante mostraba la cabeza con auriculares.
- En noviembre de 2001 se realizó otro rediseño, donde se le incluía una sombra en blanco con las letras y el círculo contorneados en negro, éste isologo animado bajaba en un ángulo de 50 grados hacia la derecha. El color del relleno del círculo varíaba, los más usados fueron celeste, amarillo y rojo.
- En abril de 2004 se mostró otra variación hasta los últimos meses en que el canal emitió su programación, donde se mostraba debajo la leyenda «AnimeStation».

Unas semanas antes de cesar las transmisiones, en los canales Sony Entertainment Television y AXN se emitía un comercial donde arrojaban la cabeza del logotipo para anunciar «el nuevo orden televisivo», que era la llegada de Animax. En México, las revistas de anime mostraban en la contraportada un anuncio publicitario parodiando la famosa frase de South Park: "Dios mío, mataron a Kenny", pero nombrando a personajes de varias series animadas conocidas, con manchas de sangre y con la leyenda «Un nuevo orden televisivo: Cero animación tradicional» como un comunicado del F.A.A. Del mismo modo, en Argentina aparecieron afiches relacionados al estreno de Animax como parte de la estrategia de marketing hecha por Sony para promocionar el estreno de Animax y el fin de Locomotion.

## Premios y nominaciones
En sus diferentes fases, la imagen del canal se destacó por su aire vanguardista, desarrolladas por su equipo in house (en ocasiones, en colaboración con estudios de diseño), lo que le valió reconocimiento y varios premios.
En la Conferencia Promax y BDA Latinoamérica de 1998 celebrada en Miami, el canal obtuvo un total de cinco premios. El premio de plata fue para el vídeo de ventas, el premio de oro fue en la categoría de "Diseño Total de Paquete en el Aire Internacional/Nacional" y otros tres premios de oro y plata en las categorías de "Mejor Diseño de Logo" e "Identificaciones de Canal".
En la Conferencia Promax y BDA Latinoamérica de noviembre de 2000 celebrada en Miami, el canal fue ganador de dos premios BDA de oro en las categorías "Mejor diseño de empaque total" y "Mejor papelería".
En julio de 2002, el canal se destacó nuevamente en los premios de la Conferencia Promax y BDA Latinoamérica celebrada en Los Ángeles, con ocho premios de difusión y diseño. Los premios incluyeron tres de oro, dos de plata y tres de bronce, otorgados en cada una de las categorías para las que fue nominado. Dos de esas categorías fueron "Paquete de diseño" por la campaña de imagen al aire Locomotion New World y "Non-news" por el espacio intersticial in house de Fracto. En noviembre del mismo año, obtuvo un premio de plata en la categoría "Campaña de empaque de programa" (producción interna) por Japan OK!.

## Eslóganes
- 1996-1999: Anímate/La animación ya no es solo cosa de niños
- 1999-2001: Animación · jóvenes-adultos · era digital
- 2001-2004: Mundo Locomotion 100% happy
- 2004-2005: AnimeStation

## Bloques de programación
La programación del canal Locomotion estaba dividida en bloques temáticos:
- 80's TV (1999-2001): Segmento dirigido al público adulto nostálgico con series que fueron hit en la década de 1980. Se transmitía todos los días por la mañana y también los fines de semana por la tarde.

- Animafilms (1999-2005): Ciclo dedicado a películas animadas provenientes de todo el mundo.

- Anime Loving (2001-2002): Ciclo dirigido a los amantes del anime, con series de 12 o 13 episodios emitidas semanalmente.

- Cortos Locomotion (1997-2005): Cortos animados transmitidos durante los cortes. Se llamó Locoblip durante los primeros años.

- Domingos Locomotion (2003): Consistía en la fusión del segmento Replay con los episodios estreno de Bob y Margaret y South Park.

- Early Movies (1999-2001): Bloque de películas perteneciente a los segmentos Retromotion y 80's TV. Se transmitía los fines de semana por la tarde.

- Fracto (2000-2005): Producción original dedicada a la fusión de animación con música electrónica y videoclips de los artistas promocionados por el canal.

- Japan OK! (2002-2003): Maratón de animes. Un episodio cada sábado, una serie tras otra. Se transmitía los sábados por la noche hasta la madrugada del domingo.

- Japanimotion (2000-2003): Ciclo dedicado a lo mejor de la animación japonesa. El bloque estuvo destinado a emitir OVAs y películas de anime.[60]

- Kápsula (2002-2003): Microprograma dedicado al vídeo experimental. Videoclips realizados por sellos discográficos y estudios de diseño y animación más vanguardistas del momento.

- Locotomía (1997-2005): Espacio dedicado a cortometrajes animados provenientes de todo el mundo.[17]

- Love Vision (2002-2005): Producción original emitida durante los cortes. Cortos de visuales utilizados en fiestas, musicalizados con música electrónica.

- Noches Locomotion (2002-2003): Horario prime-time que comenzaba a las 20:00 horas.

- Replay (2002-2003): Repetición de las mejores series transmitidas durante la semana. Se emitía los domingos.

- Retromotion (1997-2001): Segmento dirigido al público adulto a modo de nostalgia, con series de animación retro anteriores a los años 80.[61]

## Cronología

### 1996
- El 4 de noviembre de 1996 nace Locomotion, creado por The Hearst Corporation y Cisneros Television Group, transmitiendo series y especiales pertenecientes a la biblioteca de Hearst Entertainment: Beto el recluta, Classic Popeye, Cool McCool, Defensores de la Tierra, Flash Gordon, Fuerza G, La Gata Loca, La leyenda del Príncipe Valiente, Las mágicas aventuras de Quasimodo, Las nuevas aventuras de Flash Gordon, Phantom 2040, Popeye and Son, Tapón y Luisa, The All-New Popeye Hour y los especiales televisivos de Betty Boop, Hägar the Horrible y Blondie and Dagwood.

### 1997
- En el segmento familiar matutino se estrenan Crocadoo, Denver, el último dinosaurio, El perro Dinky, Kangoo, Las Tortugas Ninja, Las nuevas aventuras de Super Ratón, Las urracas parlanchinas y Tienda de animalitos. En el segmento de las tardes apuntado a los jóvenes se estrenan G.I. Joe, G.I. Joe Extreme, Conan el Aventurero, Highlander: el inmortal, Las nuevas aventuras de He-Man, She-Ra, Red Baron y Visionaries.[62][63] Para el segmento nocturno apuntado a los adultos se estrenan Locotomía, bloque de cortometrajes de animación de artistas de todo el mundo; Retromotion, bloque de series y especiales retro; las series Dr. Katz, Lupin III, Los misterios de Carland Cross, Home to Rent y Hoyt y Andy: Fanáticos del deporte.[17][61][64]

Septiembre
- Día 15, se lanza Locomotion en Iberia.[15][16]

### 1998
- Se estrenan Torpedo y Megasónicos.[65]

Septiembre
- Día 28, se estrena South Park.[66][67]

### 1999
- Se estrenan Æon Flux, Crapston Villas, Cuttlas, Dolly Pond y Robin.

Agosto
- Se estrenan Ranma ½ (solo en la señal de Iberia),[68] Opera Imaginaire y Rex the Runt.

Octubre
- Día 10, se estrena la segunda temporada de South Park.[69]
- Entre octubre y finales de año se estrenan las primeras películas y OVAs de anime como Akira,[20] Gunsmith Cats, Oh My Goddess! y Burn Up W.

Noviembre
- Día 1, se completa el reposicionamiento del canal y se lanza una nueva imagen. Se estrena Neon Genesis Evangelion.

### 2000
- Se estrenan The Critic, Ren y Stimpy, Truckers y The Tale of Shim Chung.

Enero
- Se estrena el bloque Japanimotion con Saber Marionette R.
- A lo largo del año, se van estrenando en el bloque Birdy the Mighty, Ellcia, Power Dolls, Sukeban Deka, Shutendoji, Suikoden Demon Century, Virgin Fleet y Yakumo Tatsu;[60]

Marzo
- Se estrena The Super Dimension Fortress Macross: Do You Remember Love?.[70]

Abril
- Se estrena Saber Marionette J y la tercera temporada de South Park.

Mayo
- Día 21, se estrena Martian Successor Nadesico: The Prince of Darkness.[71]

Julio
- Se estrenan Saber Marionette J Again  y Stressed Eric.[72][73]

Agosto
- Día 4, se estrena Duckman.[74]
- Día 7, se emite un maratón de Robin.
- Día 21, se estrena Those Who Hunt Elves.[75][76]

Septiembre
- Día 11, se estrena Bubblegum Crisis Tokyo 2040.[77][78]

Octubre
- Se estrena Blue Submarine No. 6.
- Día 2, se estrena Fracto.[79]
- Días 14 y 15, se emite la maratón Evangelion Weekend.[80]

Noviembre
- Día 4, se estrena Those Who Hunt Elves II.
- Día 6, se estrena Blue Seed.[81]
- Días 18 y 19, se emite el especial Japanimotion Weekend.

Diciembre
- Día 4, se estrena Gogs.[82]
- Día 9, se estrena Tenamonya Voyagers. Primer anime subtitulado emitido en Locomotion.[83]

### 2001
Enero
- Día 20, se estrena Aika.[84][85]
- Día 29, se estrenan Super Milk-chan y The Adventures of Mini Goddess.[86]

Febrero
- Día 18, se estrenan los cortometrajes de Wallace y Gromit.[87]
- Día 21, se estrena Ghost in the Shell.[88]
- Días 24 y 25, maratón de Saber Marionette (Saber Marionette R, J y J Again).

Marzo
- Día 10, se estrenan Compiler y Compiler Festa.[88]
- Día 11, se estrena Rail of the Star.[89]
- Día 19, se estrena Saber Marionette J to X.
- Días 30 y 31, maratón de las temporadas 1, 2 y 3 de South Park.[90]

Abril
- Día 1, continuación de la maratón de South Park.
- Día 2, se estrena Soul Hunter.
- Día 5, se estrena Captain Star y la cuarta temporada de South Park.[91][92]
- Día 7, se estrena Ninja Resurrection.[93]
- Días 13, 14 y 15, se emite la maratón especial por Semana Santa de Evangelion.[27][93]

Mayo
- Días 26 y 27, se emite Locomotion Contributors Weekend, un especial que consistía en la emisión de las series preferidas de 12 trabajadores y colaboradores de Locomotion. Antes de la emisión de cada serie, se podía escuchar una grabación de voz de cada uno de ellos contando cuál era su serie elegida y el por qué.

Junio
- Se elimina de forma definitiva la programación retro de las señales para Latinoamérica, hasta entonces relegada a la mañana (Retromotion y 80's TV).[28]
- Día 4, se estrena Anime Loving con: Burn Up Excess y Candidate for Goddess.[94]
- Día 13, se estrena City Hunter: Magnum with Love and Fate.
- Día 17, maratón de The Maxx.
- Día 20, se estrenan City Hunter: Bay City Wars y City Hunter: Million Dollar Conspiracy.
- Días 23 y 24, se emite Best Fight Scenes Weekend, un compilado especial de escenas violentas y de peleas de la programación de Locomotion, acompañadas con música clásica en homenaje a La naranja mecánica.

Julio
- Se lleva a cabo la campaña denominada Proyecto 01CeroUno.
- Día 2, se estrena Bob y Margaret.
- Días 21 y 22, maratón de Locotomía.

Agosto
- Se estrena Dirty Pair: Project Eden.
- Día 6, se estrena Silent Möbius.

Septiembre
- Día 3, se estrenan Cybaster y la segunda temporada de Anime Loving con: Eat-Man y Boogiepop Phantom.
- Días 22 y 23, maratón de la primera temporada de Anime Loving: Burn Up Excess y Candidate for Goddess.

Octubre
- Día 7, se estrena Dirty Pair: Flight 005 Conspiracy.

Noviembre
- Día 4, se renueva la imagen del canal.
- Día 5, se estrena Cowboy Bebop.
- Día 10, se estrena Labyrinth of Flames.

Diciembre
- Día 3, se estrena la tercera temporada de Anime Loving con: Eat-Man '98 y Nightwalker.
- Día 8, se estrena Welcome to Pia Carrot!! 2 DX.[95]
- Días 22 y 23, maratón de la segunda temporada de Anime Loving: Eat-Man y Boogiepop Phantom.

### 2002
Enero
- Día 5, se estrena Cyber Team in Akihabara.[96]
- Días 26 y 27, maratón de The Adventures of Mini Goddess.

Febrero
- Días 23 y 24, se emite Viewers Choice Weekend, una maratón que consistió en votar por tus episodios favoritos de las series en la página web del canal, para verlos en el último fin de semana de febrero.

Marzo
- Día 4, se estrena Gasaraki.[97]
- Días 30 y 31, maratón de la tercera temporada de Anime Loving: Eat-Man '98 y Nightwalker.

Abril
- Día 1, se estrenan nuevos episodios de Duckman.

Mayo
- Día 9, se estrena la quinta temporada de South Park.[98]
- Día 17, el 50% del canal perteneciente a Claxson fue adquirido por Corus Entertainment.[35][99]

Junio
- Día 6, Cosmopolitan TV asume las ventas publicitarias y la gestión de relaciones comerciales para Locomotion en la región ibérica.[100]
- Días 29 y 30, maratón de la primera temporada de Bob y Margaret.

Julio
- Día 27 y 28, maratón Sexy Girls of Locomotion.[101]

Agosto
- Día 1, se relanza Evangelion.

Septiembre
- Días 27 y 28, maratón de Saber Marionette J.[102]

Octubre
- Día 1, se estrenan nuevos episodios de Dr. Katz.[103]
- Día 7, se estrena el microprograma Kápsula y se estrena Boogiepop Phantom en la programación regular.
- Día 8, se estrenan If I See You in My Dreams y Let's Dance with Papa.
- Día 9, se estrena Pet Shop of Horrors.
- Día 10, Aika comienza a emitirse en formato semanal: un episodio por semana y con doblaje. Anteriormente era emitida en Japanimotion en idioma original y con subtítulos.
- Día 11, Gasaraki comienza a emitirse en formato semanal.
- Día 12, se estrena el programa Japan OK!.
- Día 13, todos los domingos comienza a emitirse Replay, segmento que consistía en la repetición de los episodios de aquellas series (las seis mencionadas anteriormente) cuyas emisiones eran de un episodio semanal, junto a la repetición del episodio estreno de South Park.

Noviembre
- Se lanza una página propia para Zen Mall, la tienda online del canal, lanzada a inicios del mismo año.[104]
- Día 17, maratón de tres horas de South Park con los mejores episodios protagonizados por los cinco candidatos para sustituir a Kenny mediante votación de los espectadores en la página del canal.[105]

Diciembre
- Días 23 al 29, se emiten episodios de Navidad de South Park. Maratón los días 24 y 25.[106]

### 2003
Enero
- Se estrena Eat-Man en la programación regular.
- Se reincorpora Fracto como un filler intersticial.[107]

Febrero
- Día 3, se repone The Head.
- Día 6, se estrena Candidate for Goddess en la programación regular.

Marzo
- Se repone Æon Flux.
- Día 5, se estrena Sakura Mail.[108][109]

Abril
- Día 7, se estrena Nightwalker en la programación regular.

Mayo
- Día 11, se estrenan la sexta temporada de South Park y nuevos episodios de Bob y Margaret.

Junio
- Día 2, se estrenan Burn Up Excess y Eat-Man '98 en la programación regular.
- Día 14, se estrena el OVA de If I See You in My Dreams y Especial South Park en el especial Weekend Premier.
- Día 15, preestreno de Quads y preestreno de Alexander en el especial Weekend Premier.

Julio
- Día 1 a las 6:00, cesa sus emisiones Locomotion en Iberia.[39]
- Día 26, maratón de Pet Shop of Horrors.

Agosto
- Locomotion cierra un acuerdo con Pramer. La empresa comienza a operar y a distribuir la señal en la región.[40][41]

Octubre
- Día 26, maratón de Boogiepop Phantom.

Diciembre
- Días 22 al 26 y 28, Especial de Navidad, episodios navideños de South Park.
- Día 24, estrenos de Afro Ken y Tarepanda en Especial de Navidad (emisiones únicas: 24, 25 y 28 de diciembre).[110]

### 2004
Enero
- Día 18, se estrena Serial Experiments Lain.[111][112]

Febrero
- Día 14, se emite el especial Maratón del amor.[112][113][114]

Marzo
- Día 15, se estrena Alexander.[115]

Abril
- Día 4, se estrena Quads.[116]
- Día 18, se estrena Jin-Roh.
- Día 25, Locomotion presenta su último cambio de imagen, llevado a cabo por la empresa argentina Steinbranding Design Studio en colaboración con David Navas (en ese entonces gerente de arte de Locomotion), desde aquí hasta el fin de transmisiones del canal comenzó el uso del eslogan y sobrenombre «AnimeStation».

Mayo
- Día 16, se estrena Arjuna.[112][117][118]

Junio
- Día 13, se estrena la película de Alexander.[119][120]
- Día 14, se estrena Gene Shaft.[112][120]

Julio
- Día 25, inicia la maratón 100 Episodios de South Park, dónde se ofrecían dos episodios por día en orden cronológico.[121]

Septiembre
- Se repone Crapston Villas.[122]
- Día 19, culmina la maratón 100 Episodios de South Park, con el estreno de la séptima temporada. También se estrena Gary & Mike.[122]

Noviembre
- Día 14, maratón de If I See You in My Dreams.[123]
- Día 15, se estrena Robotech: The Macross Saga.[112][123]
- Día 28, maratón de Let's Dance with Papa.[123]

Diciembre
- Día 8, se emite el documental Conozca Pornois.
- Día 18, maratón de Crapston Villas.[124]
- Días 20 al 26, maratón Especial Navidad South Park.[124]

### 2005
Enero
- Día 9, se estrena éX-Driver.[125][126]
- Día 18, Sony Pictures Entertainment compra Locomotion a The Hearst Corporation y Corus Entertainment, junto con todos los animes que aún poseía Locomotion hasta ese entonces, tanto los títulos que emitía como aquellos que tenía para estrenar.[127][48]

Febrero
- Se estrenan los episodios de Robotech: The Masters.[128]
- Día 14, Especial San Valentín.[129]

Marzo
- Se cancela el estreno de Pita Ten.[128]

Abril
- Se repone Soul Hunter.
- Se estrenan los episodios de Robotech: The New Generation.

Mayo
- Finalmente el canal muda su centro de emisiones de Buenos Aires a Caracas. En el proceso el canal cambia el logo en pantalla, el tipo de fuente del subtitulado pasa a ser el mismo de los canales Sony Entertainment Television y AXN, se dejan de emitir el espacio Locotomía y la mayoría de series occidentales, quedando únicamente Duckman y Dr. Katz sin ningún tipo de agregado o cambios en la programación.

Julio
- Día 31, última transmisión. El canal deja de emitir a las 6:00 (hora de Argentina) después de un capítulo de Soul Hunter. Inicia en su lugar el canal Animax.

## Música y proyectos de diseño gráfico
Locomotion también estuvo enfocado en la música electrónica y el diseño gráfico. En el 2000 se estrenó Fracto, la primera producción original del canal, un programa de treinta minutos definido como "música visual" que unía imágenes digitales con las tendencias de vanguardia en música electrónica. El concepto básico era interpretar la música a través de recursos visuales sincronizados.
En octubre de 2002 se estrenó Kápsula, un espacio emitido previo a cada programa que presentaba trabajos de algunos de los principales directores y estudios de diseño y animación de video experimental del momento, como Warp, MK12, Lobo, Lynn Fox, Doma y Zinestesia, entre otros. Hacia finales de ese mismo año comenzó a emitirse Love Vision durante los cortes comerciales. Este programa, grabado en directo en los estudios de Locomotion, consistía en sesiones visuales en vivo realizadas por los VJs del canal para ser utilizadas en fiestas; eran piezas de un minuto sincronizadas con música de Estatus Discos y Locomotion.
En enero de 2003 el canal renovó el concepto de Fracto, convirtiéndolo en un filler entre programas que transmitía videoclips de los artistas y grupos que el canal promocionaba en asociación con Estatus Discos y Secsy Discos. En Locomotion, exponentes del circuito underground como Boeing (Leonel Castillo), Miranda! y Los Látigos encontraron un impulso decisivo para sus carreras, al punto de que sus videoclips lograron llegar a otros canales de música como MTV, VH1 y MuchMusic.

### Lista de discos
El canal formó una alianza con el sello discográfico independiente Estatus Discos y sus subdivisiones Cosmic Music y Secsy Discos, creadas por Matias Mariño y Andrés Cáceres con los cuales se produjeron discos de diferentes artistas de música electrónica (house, chill out, techno), indie pop y rock alternativo.
Discos producidos con el sello Estatus Discos:
- Various Artists - Nuovo Mondo (1999)
- Boeing - Beta (2000)
- Canu - Corriente de Aire (2001)

Discos producidos con el sello Cosmic Music:
- Various Artists - Pista 01 (2001)
- Diego Cid Aka 9000 - Antimateria (2001)

Discos producidos con el sello Secsy Discos:
- Los Látigos - Pose (2001)
- Miranda! - Es mentira (2002)
- L. Camorra - Puntero (2003)
- Los Látigos - Hombre (2003)
- Pornois - Ilumina al mundo (2004)
- Miranda! - Sin restricciones (2004)
- DJs Pareja - Versátil? (2004)

Vinilos producidos con el sello Estatus Discos:
- Boeing - Beta EP (2002)
- Boeing - Area EP (2002)
- Boeing - Hubble EP (2002)
- Canu - Indeleble EP (2004)

## Página web
La página web de Locomotion se lanzó el 23 de agosto de 2000 como una comunidad virtual interactiva, que reunía información sobre la señal y todo lo relacionado con la cultura de la animación.
El objetivo del sitio fue convertirse en un medio de contenido extratelevisivo, incorporando complementos de las series que figuraban en la grilla del canal, noticias, foros, chat, enlaces a sitios de animación experimental y de imaginería fantástica o ciencia ficción bizarra, series exclusivas creadas para la web, una radio con música electrónica, un portal de videos de diversos tipos que podían enviarse a través de un correo del portal, una tienda virtual con artículos relacionados con la programación, una sección para que los usuarios pudieran subir su propio material y una galería virtual de arte digital, entre otros.

### Zen Mall
Zen Mall fue la tienda vía Internet del canal, donde se podían adquirir productos oficiales de Locomotion y de sus series, así como música, libros y anime del género hentai, incluyendo títulos como Demon Beast Invasion, Magic Woman M, Masquerade: Darkness of Love, Nightmare Campus, Teacher's Pet, Twisted Tales of Tokyo y Urotsukidōji III: Return of the Overfiend, entre otros como Aika.
Entre estos productos se destacó la línea «Locomotion Underwear», según comentaba Julián Manzelli:

Nuestra intención no era quedarnos sólo con la imagen del canal, sino ir más allá, generar un universo sin fronteras inmediatas. Y el site es la prueba de ello, allí conviven los más diversos productos relacionados con nuestra programación y el lanzamiento de la línea de ropa responde a esta búsqueda. Tratamos de encontrar un estilo que responda al espíritu joven de nuestra audiencia teniendo como referente, desde la variedad de colores y el tipo de corte, a la moda oriental. La presentación de la ropa interior viene de la mano del estreno de la serie japonesa Sakura Mail. Urara, la protagonista femenina, pasa sus días sin demasiada ropa, siempre en bombacha, a lo sumo con una remera puesta, lo que nos sirve como herramienta promocional de la línea en el sitio de Internet.
Entrevista de La Nación realizada a Julián Manzelli, miembro de Doma y del equipo creativo de Locomotion, febrero de 2003.

## Cierre, liquidación y consecuencias

### Final de Locomotion y llegada de Animax
Desde el momento en que la cadena fue trasladada a Venezuela hasta su cierre, comenzó un desinterés por las series que no eran anime, haciendo que la programación poco a poco se concentrara exclusivamente en anime. Se dejaron atrás diversos planes que tenía el canal, entre los cuales estaban la realización de nueve eventos de Gira Locomotion en Latinoamérica y la primera gira internacional del grupo Miranda!, la expansión de la marca «AnimeStation» a productos de la tienda en línea Zen Mall, el relanzamiento de la serie Gasaraki con doblaje y el estreno de Pita Ten, que había sido programado para marzo de ese año.
En las semanas previas a julio de 2005, se inició una campaña publicitaria llamada F.A.A. (Frente Aliado del Anime) al estilo de un show mediático en las señales Sony Entertainment Television, AXN y en el propio Locomotion; dicha campaña se utilizó como referencia antes, durante y después del reemplazo de Locomotion, bajo el eslogan «Un nuevo orden televisivo».
Locomotion dejó de existir el 31 de julio de 2005 a las 06:00 a. m. hora de Argentina (04:00 a. m. hora de México y 05:00 a. m. hora de Venezuela), momento en que la programación del canal se detuvo y fue reemplazada por la imagen de un reloj en retroceso. Desde ese momento la cadena fue transformada en el nuevo canal Animax. De toda la programación transmitida, solo Saber Marionette J, Saber Marionette J to X, Soul Hunter, Serial Experiments Lain, Candidate for Goddess y Arjuna fueron retransmitidas por Animax y retiradas a lo largo de 2006. Una gran parte de los estrenos que Animax presentó en su programación fueron animes originalmente adquiridos por Locomotion, entre los que se encontraban: .hack//Legend of the Twilight, .hack//SIGN, Di Gi Charat Nyo, DNA², Galaxy Angel, Pita Ten, Ran - The Samurai Girl, Stratos 4 y Wolf's Rain.

### Consecuencias y legado tras el fin de Locomotion
Tras la compra de Locomotion, Sony Pictures Entertainment se quedó con las series de anime que el canal tenía como base, tanto las que transmitía como las que tenía adquiridas para estrenar. Los principales proveedores de contenido de anime del canal fueron Bandai Visual y la desaparecida ADV Films (esta última actuando como intermediaria), responsables de la mayor parte de series y OVAs emitidas. Además, el canal contó con el respaldo de otras compañías como Sunrise, TV Tokyo, TBS y Kodansha, entre otras, lo que le permitió obtener derechos exclusivos de transmisión. En el caso de algunos títulos adquiridos a través de ADV Films, la empresa Xystus obtenía los derechos de distribución para su comercialización en la región una vez concluido el período de exclusividad. En la actualidad, la mayoría de las series de anime transmitidas por Locomotion no se encuentran disponibles de forma legal en la región; únicamente un número reducido ha sido retransmitido por televisión o incorporado a los catálogos de plataformas de streaming.
Las títulos de origen no japonés fueron adquiridos principalmente de BBC, Channel 4, MTV Networks y Nelvana. Æon Flux, Ren y Stimpy y South Park fueron recogidas y transmitidas los fines de semana en el bloque Animatosis de MTV pero en noviembre de 2006, estas series (con la excepción de South Park) fueron levantadas. Bob y Margaret y Quads fueron retransmitidas en la versión latinoamericana de Adult Swim. The Critic fue transmitida en la versión latinoamericana de HBO Family en la sección Adultos animados y estuvo disponible en Crackle por Internet. Otras series como Duckman y Dr. Katz no han sido transmitidas en Latinoamérica desde que Locomotion cerró.
Locomotion incorporó en su programación una variedad de contenidos dirigidos exclusivamente a audiencias adultas, algunos de los cuales incluían temáticas sexuales o de carácter erótico, violencia explícita y lenguaje ofensivo. Según el suplemento Las12 del diario argentino Página/12 y la Revista Lazer de Editorial Ivrea, la señal asumía riesgos al difundir este tipo de producciones sin censura, en un contexto donde dicho contenido solo era visible en tiendas y publicaciones especializadas. La inclusión de estos materiales fue percibida por algunos como una apuesta por la innovación, mientras que otros la consideraron una trasgresión a los estándares habituales de la televisión por suscripción en América Latina. Este enfoque provocó, en algunos casos, rechazo en ciertos sectores, lo que resultó en sanciones por parte de autoridades reguladoras y la decisión de varios cableoperadores de retirar la señal de su grilla. Esta estrategia generó interés por parte de otras señales dedicadas a la animación, tradicionalmente orientadas al público infantil, que comenzaron a explorar el segmento adulto.